# Aleksandar Đorđević (calciatore)
Aleksandar Đorđević (in serbo Александар Ђорђевић?; 20 dicembre 1999) è un calciatore serbo, centrocampista del Sarajevo.

## Caratteristiche tecniche
È un mediano.

## Carriera

### Club
Ha esordito fra i professionisti il 28 luglio 2018 con la maglia del Čukarički in occasione del match vinto 3-0 contro il Rad Belgrado.

### Nazionale
Ha giocato nella nazionale serba Under-21.

## Palmarès

### Club

#### Competizioni nazionali
- Coppa di Bosnia: 1

Sarejevo: 2024-2025